# 쓰촨 항공의 운항 노선
쓰촨 항공은 다음과 같은 노선을 운항하고 있다.

## 운항 노선

### 아시아

#### 동아시아
- 대한민국
  - 서울 – 인천국제공항
  - 대구 - 대구국제공항
  - 무안 - 무안국제공항
  - 청주 - 청주국제공항
- 중화인민공화국
  - 베이징 – 베이징 서우두 국제공항
  - 광저우 – 광저우 바이윈 국제공항
  - 구이린 – 구이린 량장 국제공항
  - 난닝 – 난닝 우수 국제공항
  - 난징 – 난징 루커우 국제공항
  - 난창 – 난창 창베이 국제공항
  - 닝보 – 닝보 리서 국제공항
  - 다롄 – 다롄 저우수이쯔 국제공항
  - 란저우 – 란저우 중촨 국제공항
  - 상하이
    - 상하이 푸둥 국제공항
    - 상하이 훙차오 국제공항

  - 샤먼 – 샤먼 가오치 국제공항
  - 싼야 – 싼야 펑황 국제공항
  - 선양 – 선양 타오셴 국제공항
  - 선전 – 선전 바오안 국제공항
  - 스자좡 – 스자좡 정딩 국제공항
  - 시안 – 시안 셴양 국제공항
  - 우루무치 – 우루무치 디워푸 국제공항
  - 우한 – 우한 톈허 국제공항
  - 원저우 - 원저우 룽완 국제공항
  - 인촨 - 인촨 허둥 국제공항
  - 장자제 - 장자제 허화 국제공항
  - 정저우 – 정저우 신정 국제공항
  - 지난 – 지난 야오창 국제공항
  - 창사 – 창사 황화 국제공항
  - 청두 – 청두 솽류 국제공항 허브
  - 충칭 – 충칭 장베이 국제공항 허브
  - 칭다오 – 칭다오 류팅 국제공항
  - 쿤밍 – 쿤밍 창수이 국제공항
  - 타이위안 – 타이위안 우수 국제공항
  - 톈진 – 톈진 빈하이 국제공항
  - 푸저우 – 푸저우 창러 국제공항
  - 하얼빈 – 하얼빈 타이핑 국제공항
  - 하이커우 – 하이커우 메이란 국제공항
  - 항저우 – 항저우 샤오산 국제공항
  - 허페이 – 허페이 신차오 국제공항
  - 후허하오터 – 후허하오터 바이타 국제공항
  - 난통 - 난통 신둥 공항
  - 더훙 - 더훙 망시 공항
  - 라싸 - 라싸 공가 공항
  - 리장 - 리장 산이 공항
  - 몐양 - 몐양 난자오 공항
  - 쉬저우 - 쉬저우 구이린 공항
  - 시닝 – 시닝 차오자바오 공항
  - 완저우 - 완저우 우차오 공항
  - 이우 - 이우 공항
  - 이창 - 이창 싼샤 공항
  - 잔장 - 잔장 공항
  - 주자이거우 - 주자이 황룽 공항
  - 징훙 - 시솽반나 가사 공항
  - 창저우 – 창저우 번뉴 공항
- 홍콩
  - 홍콩 – 홍콩 첵랍콕 국제공항
- 일본
  - 도쿄 - 나리타 국제공항
  - 오사카 – 간사이 국제공항
- 대만
  - 타이베이 – 타이완 타오위안 국제공항
  - 타이베이 – 타이베이 쑹산 공항
  - 타이중 - 타이중 국제공항

#### 동남아시아
- 미얀마
  - 만달레이 - 만달레이 국제공항
  - 양곤 - 양곤 국제공항
- 베트남
  - 하노이 - 노이바이 국제공항
  - 나트랑 - 깜라인 국제공항
  - 다낭 - 다낭 국제공항
  - 호치민 시 - 떤선녓 국제공항
- 싱가포르
  - 싱가포르 - 싱가포르 창이 국제공항
- 인도네시아
  - 자카르타 - 수카르노 하타 국제공항
- 태국
  - 방콕 - 수완나품 국제공항
  - 끄라비 - 끄라비 국제공항
  - 치앙라이 - 치앙라이 국제공항
  - 치앙마이 - 치앙마이 국제공항
- 필리핀
  - 세부 - 막탄 세부 국제공항
  - 칼리보 - 칼리보 국제공항

#### 남아시아
- 네팔
  - 카트만두 - 트리부반 국제공항
- 몰디브
  - 말레 - 말레 국제공항
- 인도
  - 델리 - 인디라 간디 국제공항 화물
  - 뭄바이 - 차트라파티 시바지 국제공항 화물
  - 첸나이 - 첸나이 국제공항 화물

#### 서남아시아
- 아랍에미리트
  - 두바이 - 두바이 국제공항
- 이스라엘
  - 텔아비브 - 벤구리온 국제공항

### 아프리카

#### 북아프리카
- 이집트
  - 카이로 - 카이로 국제공항

### 유럽

#### 서유럽
- 벨기에
  - 브뤼셀 - 브뤼셀 국제공항 화물

#### 남유럽
- 튀르키예
  - 이스탄불 - 아르나부코이 국제공항

#### 동유럽
- 러시아
  - 모스크바 - 세례메티예보 국제공항 - (2020년 3월 31일 재취항)
  - 블라디보스토크 - 블라디보스토크 국제공항
  - 상트페테르부르크 - 풀코보 국제공항
- 체코
  - 프라하 - 프라하 바츨라프 하벨 국제공항

#### 북유럽
- 덴마크
  - 코펜하겐 - 코펜하겐 카스트럽 국제공항
- 핀란드
  - 헬싱키 - 헬싱키 반타 국제공항

### 아메리카

#### 북아메리카
- 미국
  - 로스앤젤레스 - 로스앤젤레스 국제공항
- 캐나다
  - 밴쿠버 – 밴쿠버 국제공항

### 오세아니아
- 오스트레일리아
  - 멜버른 - 멜버른 공항
  - 시드니 – 시드니 킹스포드 스미스 국제공항
- 북마리아나 제도
  - 사이판 - 사이판 국제공항

## 단항 노선

### 아시아

#### 동아시아
- 중화인민공화국
  - 쿤밍 - 쿤밍 우자바 국제공항
  - 허페이 - 허페이 뤄강 국제공항

### 유럽

#### 중유럽
- 스위스
  - 취리히 - 취리히 국제공항

### 오세아니아
- 뉴질랜드
  - 오클랜드 – 오클랜드 국제공항